# Johann Pichler (Zahnmediziner)
Johann Pichler, auch Hans Pichler, (* 9. Jänner 1877 in Wien; † 3. Februar 1949 ebenda) war ein österreichischer Zahnarzt und Kieferchirurg.

## Leben
Johann Pichler, 1877 als Sohn eines Zahnarztes geboren, studierte nach dem Besuch des Schottengymnasiums in Wien ab 1894 Medizin an den Universitäten Prag, Freiburg im Breisgau sowie Wien, an der er im Jahr 1900 zum
Dr. med. promovierte. Anschließend arbeitete Pichler bei den Ärzten Emil Zuckerkandl, Josef Scholz und Anton Eiselsberg und erhielt seine zahnärztliche Ausbildung bei Ernst Smreker in Wien und bei Greene Vardiman Black an der Northwestern University Dental School in Chicago. Im Jahr 1903 eröffnete Pichler eine Zahnarztpraxis in Wien und entwickelte an der I. chirurgischen Klinik eine rege Konsiliartätigkeit für Kieferbrüche und Kieferresektionen. 1914 übernahm Pichler die Leitung der neugeschaffenen Kieferstation an der I. chirurgischen Klinik in Wien. 1919 wurde er zum unbesoldeten außerordentlichen Professor ernannt und hielt Vorlesungen über Kieferchirurgie, Orthodontie und konservierende Zahnheilkunde. 1928 supplierte er die Leitung des zahnärztlichen Universitäts-Instituts und richtete einen obligatorischen zweijährigen Lehrgang der zahnärztlichen Ausbildung ein. 1930 wurde Pichler zum titular ordentlichen Professor der Pathologie der Kauorgane sowie zum Vorstand des zahnärztlichen Universitäts-Instituts ernannt. Am 3. Dezember 1938 beantragte er die Aufnahme in die NSDAP und wurde rückwirkend zum 1. Mai desselben Jahres aufgenommen (Mitgliedsnummer 6.362.232). 1945 wurde er aus dieser Position enthoben sowie ein Jahr später in den Ruhestand versetzt. Das auf Friedhofsdauer eingerichtete Grab Pichlers befindet sich auf dem Grinzinger Friedhof (Gruppe 6, Reihe 2, Nr. 3).

## Wirken
In seinen wissenschaftlichen Arbeiten thematisierte Pichler, der zu den Begründern der Kieferchirurgie zählt, Mund- und Kieferchirurgie, die zahnärztliche Ausbildung, Lippen-, Kiefer- und Gaumenspalten, Trigeminusneuralgien, Ober- und Unterkieferresektionen, orthopädische Kieferoperationen und konservierende Zahnheilkunde. Im Jahr 1936 fungierte Pichler als Präsident des IX. Internationalen Zahnärztekongresses in Wien.
Zu Pichlers Patienten zählte auch der Begründer der Psychoanalyse Sigmund Freud, dessen letztlich tödlichen Gaumenkrebs er 1923 – 1936 mehr als 30× operierte.

## Schriften
- Lehrbuch der Kavitätenpräparation nach den Grundsätzen Greene Vardiman Blacks. 1929. 2. Auflage 1949.
- mit Richard Trauner: Mund und Kieferchirurgie. 2 Bände (= Bücher für die zahnärztliche Praxis 11–12) 1940. 3. Auflage 1948.
- Das Füllen der Zähne. 1948.
- Bearbeitung von Greene Vardiman Black: Konservierende Zahnheilkunde. 2 Bände 1914, Neudruck 1922.
- Handbuch der Zahnheilkunde. Begründet von Julius Scheff. 6 Bände. 4. Auflage. 1922–1931.